# George W. Bush
George Walker Bush, chiamato comunemente George W. Bush o George Bush, o anche George Bush Jr. (New Haven, 6 luglio 1946), è un politico, imprenditore ed ex militare statunitense, 43º presidente degli Stati Uniti d'America dal 2001 al 2009. Membro del Partito Repubblicano e figlio del 41º Presidente degli Stati Uniti d'America George H. W. Bush, Bush Jr. è stato inoltre il 46º governatore del Texas dal 1995 al 2001.
Il suo primo mandato quadriennale come presidente è cominciato il 20 gennaio 2001, in seguito alle elezioni presidenziali del 7 novembre 2000. Le successive elezioni presidenziali del 2 novembre 2004 lo hanno riconfermato per un secondo mandato, che ha avuto inizio il 20 gennaio 2005 ed è scaduto il 20 gennaio 2009.
La sua presidenza ha rotto nettamente con la politica democratica del suo predecessore Bill Clinton ma anche con quella più moderata del padre George H. W. Bush, riallacciandosi a quella di Ronald Reagan. In risposta agli attentati dell'11 settembre 2001, Bush dovette abbandonare gli intenti isolazionistici propagandati in campagna elettorale ed iniziò la guerra in Afghanistan nella convinzione che la dittatura islamica afghana avesse collaborato e protetto Osama Bin Laden.
In termini di una politica estera neoconservatrice, Bush ha identificato un "asse del male" di "stati canaglia", contro il quale gli Stati Uniti, come potenza egemonica del mondo, dovrebbero diffondere il modello occidentale, economicamente e politicamente liberale, fino a un diritto militare di intervento (dottrina Bush). Bush ha aumentato significativamente la spesa militare e il deficit del governo; il suo punto di partenza politico interno di "conservatorismo compassionevole" ha portato a iniziative come la politica del No Child Left Behind, mentre ha perseguito una politica economica orientata all'offerta con tagli fiscali e misure di deregolamentazione. La reputazione di Bush è diminuita dopo le grosse perdite in guerra, a seguito dell'uragano Katrina e della crisi finanziaria dal 2007 in poi.
Prima di diventare presidente, Bush è stato uomo d'affari e governatore del Texas dal 1995 al 2000. È fratello dell'ex governatore della Florida, Jeb Bush.
Dopo aver lasciato la Casa Bianca nel 2009, è tornato in Texas, dove ha acquistato una casa in un sobborgo di Dallas. Attualmente è un oratore, ha scritto un libro di memorie intitolato Decision Points, ha la pittura come hobby e la sua biblioteca presidenziale è stata aperta nel 2013.

## Biografia

### Gioventù
Nato a New Haven, Connecticut, è cresciuto a Midland e Houston, Texas, dove la famiglia si trasferì quando lui aveva due anni. È figlio di Barbara e George Bush, primo di sei fratelli e sorelle: Jeb, Neil, Marvin, Dorothy e Robin, morta di leucemia nel 1953, all'età di tre anni.

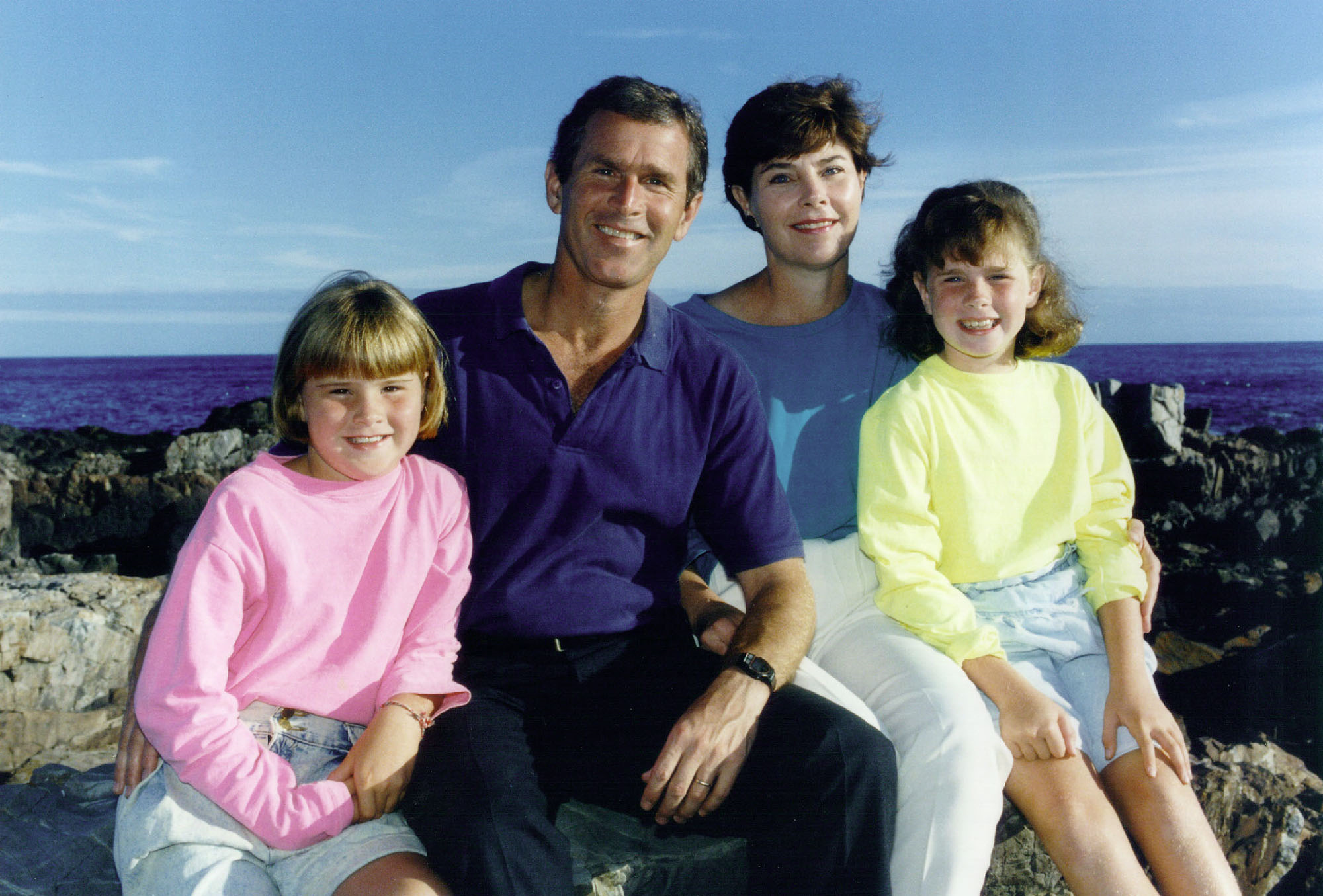
George W. Bush e Laura Bush con le loro figlie Jenna e Barbara, 1990

Il bisnonno Samuel Prescott Bush, oltre ad essere consigliere del presidente Herbert Hoover, costruì la sua fortuna grazie all'industria ferroviaria e dell'acciaio. Il nonno paterno, Prescott Bush, fu senatore degli Stati Uniti per il Connecticut dal 1952 al 1963 e in precedenza uno dei direttori della Union Banking Corporation. La nonna di Bush, Dorothy Walker, proveniva da una famiglia di elevato status sociale ed economico, ed è stata uno degli investitori chiave all'inizio della carriera del nipote George. Come il padre studiò alla Phillips Academy di Andover, Massachusetts (settembre 1961-giugno 1964), e poi presso l'Università Yale (settembre 1964-maggio 1968), dove si iscrisse alla confraternita (in inglese fraternity) Delta Kappa Epsilon, della quale rivestì pure la carica di presidente dall'ottobre 1965 fino alla laurea, e dove entrò a far parte della "società segreta" Skull and Bones. In quegli anni praticò il baseball e il rugby.
Nel dicembre 1966, all'età di vent'anni, venne arrestato per disturbo della quiete pubblica dopo aver bevuto "un paio di birre" e rubato una ghirlanda natalizia da un albergo. Le accuse furono poi ritirate.
Nel 1968 ottenne il bachelor's degree, ovvero il diploma universitario, in storia. Dopo la laurea a Yale, il 27 maggio 1968, mentre era in corso la guerra del Vietnam, venne chiamato alle armi nella Guardia aerea del Texas con l'obbligo di prestare servizio fino al 26 maggio 1974. Dopo un addestramento di due anni al pilotaggio, nel novembre 1970 ricevette il grado di tenente. Jerry B. Killian, comandante della Guardia aerea del Texas e sponsor della sua promozione, lo descrive come un "giovane ufficiale dinamico", "pilota di caccia da intercettazione di prima qualità" e dalle capacità che "superano di gran lunga quelle dei suoi compagni", "un leader naturale che i suoi compagni considerano una guida", "un buon ufficiale con eccezionali tratti disciplinari ed impeccabile portamento militare". Fino al 1972 pilotò i caccia F-102 Delta Dagger.

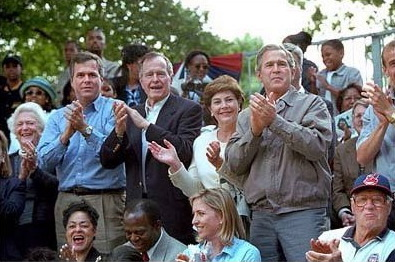
La famiglia Bush guarda tee ball sul prato della Casa Bianca

Nel settembre 1973, grazie ad un permesso per frequentare l'Università di Harvard, terminò la carriera militare con sei mesi di anticipo rispetto alla scadenza della ferma, passando alla riserva.
Nel 1973 entrò all'Università di Harvard e nel 1975 portò a termine il Master in Business Administration. Bush è il primo presidente degli Stati Uniti ad aver conseguito un MBA.
Nel fine settimana della Festa del lavoro USA, il 4 settembre 1976, sorpreso alla guida in stato di ebbrezza presso la residenza estiva di famiglia a Kennebunkport, nel Maine, venne arrestato e multato di 150 dollari dalla polizia con sospensione della patente. La notizia venne resa nota cinque giorni dopo l'elezione presidenziale del 2000 dallo stesso dipartimento di polizia di Kennebunkport.
Nel 1977 sposò Laura Welch. Nel 1986, all'età di 40 anni, divenne "cristiano rinato", cambiando confessione dall'episcopale alla metodista, cui già aderiva la moglie. Nel 1981 ebbe due figlie gemelle: Barbara e Jenna.
Bush descrive la sua vita prima della conversione religiosa come un periodo "nomade" e di "gioventù irresponsabile", anche per il "troppo" bere ("Ho smesso di bere nel 1986 e non ho bevuto nemmeno una goccia da allora") a cui rinunciò dopo il suo quarantesimo compleanno. Il suo cambiamento comportamentale e religioso è attribuito anche all'incontro, nel 1985, con il reverendo Billy Graham.

### Affari e carriera politica
Nel 1978, Bush si candidò alla Camera dei Rappresentanti, ma venne sconfitto dal senatore democratico Kent Hance.
Bush iniziò la sua carriera nell'industria del petrolio nel 1979, quando costituì la Arbusto Energy (arbusto è la traduzione spagnola, nonché italiana, del sostantivo anglo-americano bush). La crisi energetica del 1979 colpì anche la Arbusto Energy e, dopo averne cambiato il nome in "Bush Exploration Oil & Gas Co.", Bush la vendette nel 1984 a Spectrum 7, un'altra compagnia texana di ricerca di petrolio e gas per circa 1 milione di dollari. Secondo i termini della vendita, Bush divenne amministratore delegato di Spectrum 7. La storia si ripeté quando durante la crisi del 1985-1986 Spectrum 7 fece bancarotta. Spectrum 7 fu infatti salvata dall'acquisto deciso dalla Harken Energy Corporation nel 1986 e Bush entrò nel consiglio di amministrazione della Harken.
Bush fu accusato di insider trading (sfruttamento indebito di informazioni riservate) per aver venduto le azioni mentre era nel consiglio di amministrazione di Harken Energy Corporation nel 1990. La Commissione di controllo della Borsa USA (SEC) ha terminato nel 1992 un'investigazione con un documento in cui si legge che: "Sembra che Bush non sia implicato in commerci interni illegali", aggiungendo che il memoriale "non deve in alcuno modo essere considerato come indicativo che la parte è stata assolta o che nessuna azione legale possa derivarne". I suoi detrattori affermano che l'investigazione è stata influenzata dal fatto che il padre di Bush era al momento Presidente degli USA, sebbene nessun'azione fosse avviata nemmeno durante la presidenza di Bill Clinton. Da presidente, Bush ha rifiutato di autorizzare la SEC a divulgare il rapporto intero dell'indagine.

Dopo aver lavorato alla campagna presidenziale di suo padre, Bush ha riunito un gruppo di partner tra gli stretti amici di suo padre e nel 1989 acquistò i Texas Rangers, una squadra di baseball della Major League Baseball con sede ad Arlington, in Texas (in seguito Bush nominò uno di questi partner, Tom Schieffer, ambasciatore in Australia). I critici espressero dubbi sulla trasparenza di questo acquisto, indicando l'uso dell'influenza politica ed il favoritismo nei confronti di un amico di famiglia. Bush guadagnò personalmente 14,9 milioni di dollari nella vendita della squadra nel 1998 (il guadagno totale della vendita fu di 170 milioni di dollari).
George W. Bush ha svolto la funzione di partner amministrativo generale dei Rangers fino a quando fu eletto Governatore del Texas l'8 novembre 1994, sconfiggendo la candidata democratica Ann Richards grazie ad una campagna elettorale spregiudicata. Nel 1998 divenne il primo governatore texano ad essere eletto per due volte consecutive e il suo comportamento durante lo svolgimento di questo compito gli fece guadagnare una buona immagine di leader. Tra le questioni che durante i suoi mandati attirarono l'attenzione nazionale ed internazionale sullo Stato di cui era governatore, ci fu l'uso nel Texas della pena di morte: Bush autorizzò l'uso della pena capitale per 152 assassini, tra cui Karla Faye Tucker. In questo caso venne criticato pesantemente, oltre per la mancata sospensione della pena, anche per aver deriso e preso in giro la donna, dopo l'esecuzione, durante una sua intervista al Talk Magazine.
Nella campagna presidenziale per le elezioni del novembre 2000, Bush promise, tra le altre cose, che gli organismi religiosi di beneficenza avrebbero potuto usufruire, su un piano di parità, di alcuni benefici:
- programmi federali di distribuzione di fondi
- sconti sulle tasse;
- uso di buoni scuola;
- attività di prospezione petrolifera nel Rifugio Nazionale della Fauna Artica (ANWR, un'area protetta di inestimabile valore conservazionistico) e degli approvvigionamenti per l'esercito degli Stati Uniti.

### La presidenza (2001-2009)

#### L'elezione

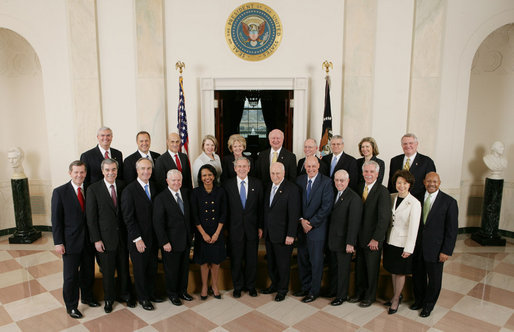
Il presidente George W. Bush con il suo gabinetto

Divenne presidente degli Stati Uniti il 20 gennaio 2001 come vincitore di una delle più indecise elezioni nella storia statunitense, sconfiggendo il democratico vicepresidente Al Gore in 30 dei 50 Stati con una vittoria per poco in cinque collegi elettorali. Gore ha conseguito la maggioranza dei voti popolari con circa 51 milioni di preferenze su un totale di 105 milioni di votanti: un margine quindi di mezzo punto percentuale. Era dal 1888 che un candidato alla presidenza, sconfitto in quanto a preferenze, risultasse eletto grazie ai voti dei grandi elettori. Fu decisivo per Bush il vantaggio di circa 600 voti conseguito in Florida, stato del quale era governatore suo fratello Jeb Bush.

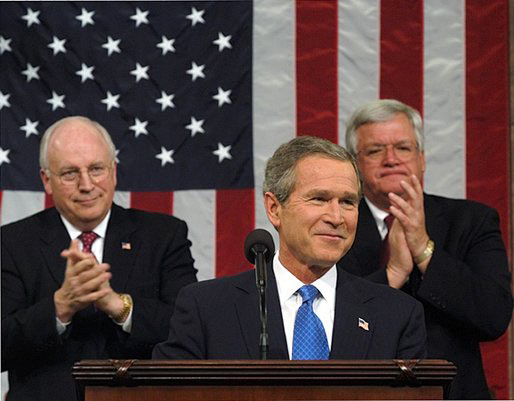
Bush nel 2003: alle spalle il suo vice Richard Cheney (a sinistra) e Dennis Hastert (a destra)

Il voto della Florida, che Bush conquistò per un distacco mai superiore ai 2000 voti circa (nei numerosi riconteggi, ufficiali o meno, effettuati in seguito), fu contestato aspramente dopo che furono espresse preoccupazioni riguardo a fughe ed irregolarità nel processo di voto e divenne oggetto di una serie di processi giudiziari; in particolare furono sollevate contestazioni sull'esclusione di numerosi cittadini dalle liste elettorali in quanto privati dei diritti politici in seguito a crimini commessi (eliminazione avvenuta in un modo tale da provocare numerosi falsi positivi) e sulla legittimità dei voti arrivati dall'estero, soprattutto dalle basi militari. Dopo una decisione a maggioranza di 5-4 della Corte Suprema degli Stati Uniti il 12 dicembre il riconteggio dei voti (in origine autorizzato dalla corte suprema della Florida) fu interrotto in quanto era impossibile effettuarlo in tempo tale da rispettare le scadenze legali, attribuendo quindi la presidenza a G.W. Bush; ciò naturalmente non placò le contestazioni (si notino in particolare quelle effettuate dai deputati di colore), ma le elezioni si possono sommariamente ritenere concluse dalla dichiarazione di Gore, per il quale: "Nonostante io sia fortemente in disaccordo con la decisione della corte... Ciò nonostante, la rispetto". I risultati dell'elezione sono stati contestati da molti osservatori e i numerosi conteggi non ufficiali effettuati dai media americani hanno attribuito la vittoria ora a uno, ora all'altro dei candidati e sempre con scarti di risultati minimi, nell'ordine di poche centinaia.

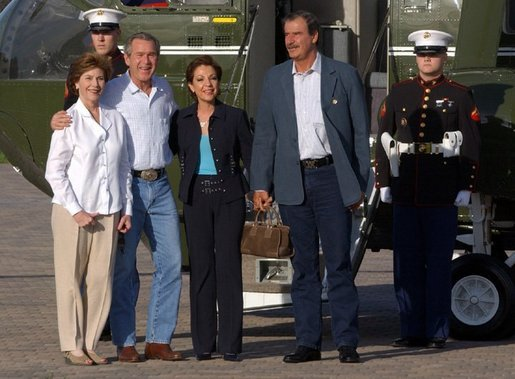
George W. Bush affiancato dalla moglie Laura Bush, Marta Sahagún Fox e il marito, l'allora presidente messicano Vicente Fox

#### Politica estera

##### Prima dell'11 settembre 2001

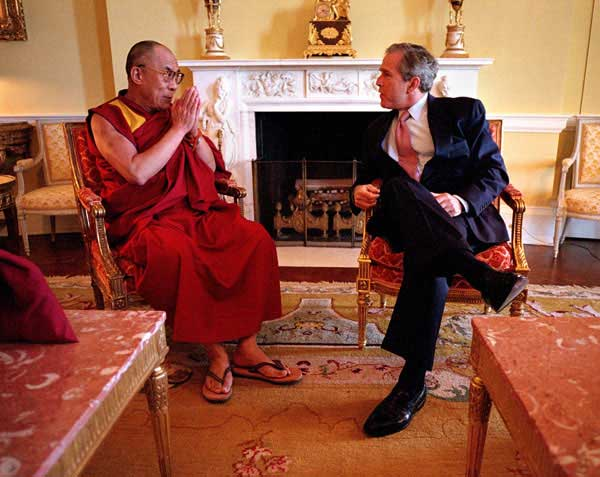
Bush con il XIV Dalai Lama

In campagna elettorale, il programma di politica estera di Bush prevedeva un forte sostegno economico e politico all'America Latina, specialmente al Messico, e una riduzione dei coinvolgimenti statunitensi in azioni militari di "esportazione della democrazia" e di altre attività militari; i suoi primi provvedimenti, infatti, sembravano prospettare uno scenario quasi isolazionista per gli Stati Uniti, col disimpegno da alcuni importanti trattati internazionali.
Durante la sua prima visita presidenziale in Europa nel giugno 2001, Bush è stato fortemente criticato per il suo rifiuto di aderire al protocollo di Kyōto, che prevede la riduzione nelle emissioni di anidride carbonica nell'atmosfera, che contribuiscono al riscaldamento globale del pianeta. Il trattato è stato respinto dal Senato con la motivazione che esso avrebbe risparmiato paesi in via di sviluppo, come la Cina. Il Trattato è stato ratificato nel 2005, quando la Russia lo ha ratificato consentendone l'entrata in vigore. Ciò lascia gli Stati Uniti, il paese al mondo col più alto grado di emissioni nocive nell'atmosfera, in una posizione politica sfavorevole al momento dell'applicazione del Trattato stesso.
Nello stesso periodo, Bush aveva manifestato l'intenzione di ritirarsi dal trattato anti missili balistici (ABM) del 1972 che era stato una roccaforte della stabilità nucleare sovietico-statunitense durante la guerra fredda, ritenendo non fosse più rilevante (il ritiro ufficiale è avvenuto il 14 dicembre 2001). Al suo posto Bush aveva programmato di impegnare risorse necessarie a dar vita a un nuovo sistema di difesa dai missili balistici intercontinentali. Il sistema è stato oggetto di vivace critica da parte degli ambienti scientifici e gli esperimenti sul campo sono stati costellati sia di successi che di fallimenti. Il progetto cominciò ad essere attuato nel 2005 e in proposito Bush ha incrementato i finanziamenti per sistemi di armamento militare.
Un altro aspetto controverso è stato la decisione di Bush di non ratificare il trattato che istituisce la Corte penale internazionale.

##### Dopo l'11 settembre 2001
Dopo gli attacchi terroristici dell'11 settembre 2001, l'amministrazione ha cambiato registro e si è concentrata soprattutto sulla questione vicino-orientale.
Bush ha subito affermato che un atto simile doveva essere punito, il che necessitava l'utilizzo dell'esercito: nell'ottobre 2001, da parte della NATO e su autorizzazione del Consiglio di Sicurezza delle Nazioni Unite (anche se l'autorizzazione è stata successiva all'inizio delle ostilità), è stato avviato l'intervento contro l'Afghanistan per abbattere il regime talebano, accusato di ospitare il quartier generale di al-Qāʿida, il gruppo terroristico, capeggiato da Osama bin Laden, accusato di aver realizzato l'attentato. L'azione ha avuto un forte appoggio internazionale e il governo talebano è caduto poco dopo l'invasione. Tuttavia i successivi tentativi di ricostruzione del paese, in collaborazione con le Nazioni Unite, sotto la direzione di Hamid Karzai si sono rivelati problematici poiché i talebani non sono mai stati completamente neutralizzati. Un ampio contingente di truppe e di osservatori è rimasto a lungo in Afghanistan, nella speranza di formare un governo democratico, obiettivo più volte proclamato essenziale da parte dell'amministrazione Bush.

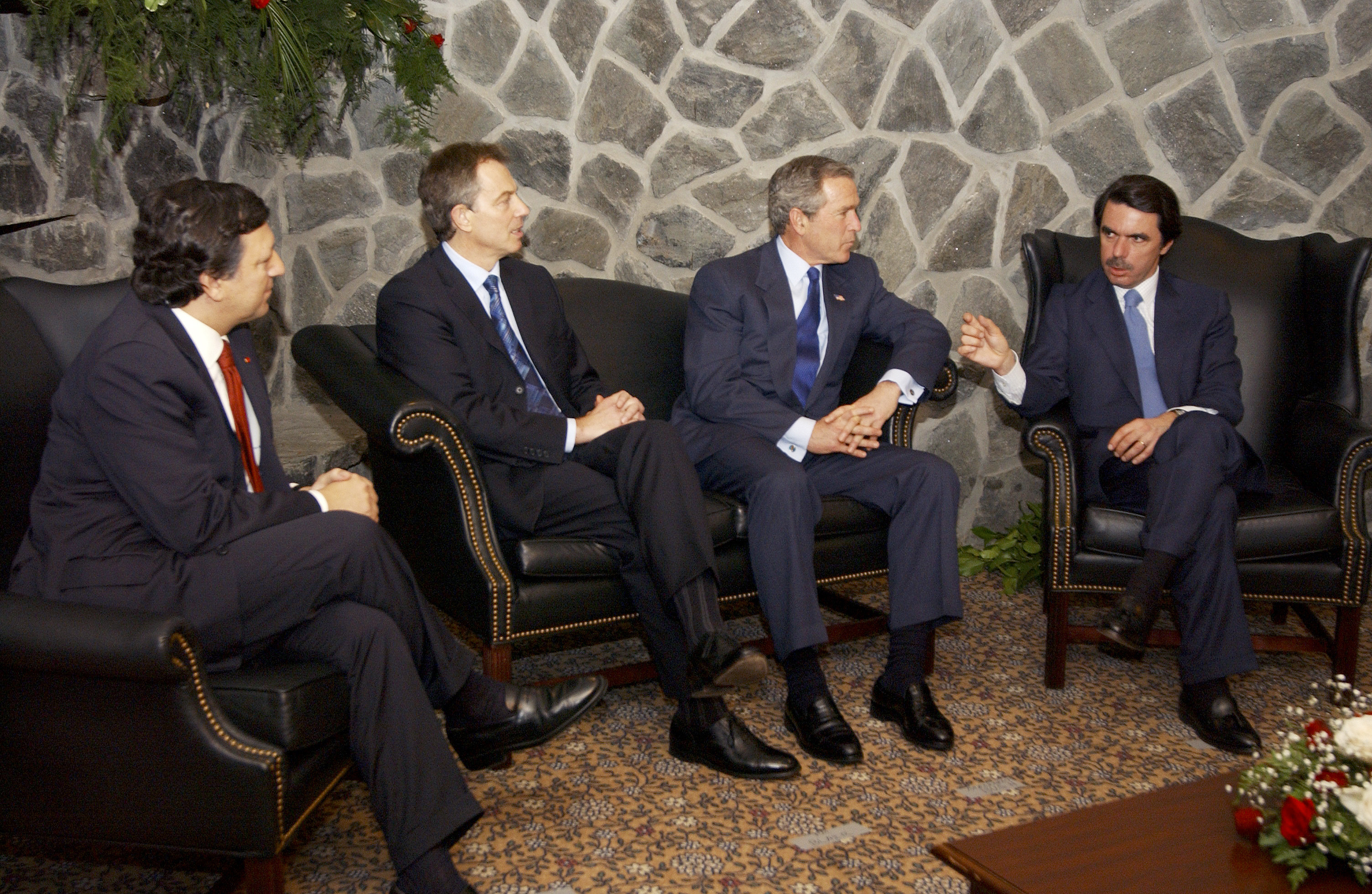
Da sinistra: Barroso, Tony Blair, Bush e Aznar

Forte opposizione ha incontrato la chiusura in via semi-permanente dei presunti terroristi (catturati dalle truppe americane) nella base militare di Guantanamo; essa, a detta dei suoi critici, viola la Convenzione di Ginevra.
Nel gennaio 2002, in un celebre discorso sullo Stato dell'Unione, Bush ha introdotto l'espressione Asse del Male per riferirsi a un insieme di nazioni sospettate di sostenere il terrorismo internazionale e di minacciare la pace mondiale con ricerche sulle armi di distruzione di massa; queste erano:
- Iraq, governato dal dittatore Saddam Hussein
- Iran, teocrazia governata dall'apparato khomeinista
- Corea del Nord, regime governato dal dittatore Kim Jong Il.

Da questa interpretazione della situazione mondiale ne nasce la cosiddetta dottrina Bush, fondata sull'uso della guerra preventiva come risposta ai possibili attacchi da parte degli Stati canaglia (la legittimità di questa concezione non è riconosciuta dal diritto internazionale).
Nel giugno 2010 Bush ha dichiarato di aver autorizzato l'impiego del waterboarding sul terrorista Khalid Shaykh Muhammad e che "lo rifarebbe per salvare delle vite".
La politica estera di Bush, compresa la dottrina Bush, è stata influenzata parecchio dal movimento neoconservatore Project for the New American Century, molti dei cui membri hanno incarichi importanti nell'amministrazione Bush (molti ritengono invece che l'amministrazione sia molto più ispirata dalla Heritage Foundation e in maniera minore dall'Istituto Cato, anche se queste organizzazioni non hanno rappresentanti nella sua amministrazione).
Gli attacchi dell'11 settembre 2001 hanno anche spinto l'amministrazione ad impegnarsi maggiormente nella questione israelo-palestinese, incoraggiando con scarso successo la conclusione di un accordo tra i due popoli.

##### La guerra in Iraq

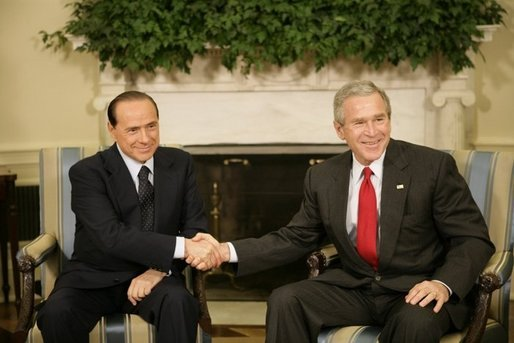
Silvio Berlusconi incontra Bush per parlare della guerra in Iraq

Nel marzo 2003, dopo una lunghissima contesa circa la necessità di procedere al disarmo del regime iracheno, gli USA hanno dichiarato guerra all'Iraq per spodestare il dittatore Saddam Hussein, accusato di possedere armi di distruzione di massa e di appoggiare il terrorismo internazionale. La guerra ha scatenato un'infinità di polemiche, con alcuni degli alleati europei - come Francia, Germania e Russia - fortemente contrari, ed è stata oggetto di numerose proteste in tutto il mondo. Non riuscendo ad ottenere l'approvazione di un intervento militare da parte del Consiglio di Sicurezza delle Nazioni Unite, fortemente voluta dal Segretario di Stato Colin Powell, Bush era riuscito a raccogliere una "coalizione di volenterosi" che includeva paesi come la Spagna, la Polonia e il Regno Unito (l'Italia ha inviato le sue truppe, in qualità di forza di peacekeeping quando il governo di Saddam Hussein era già stato spodestato).
Già subito dopo l'occupazione del Paese, l'impossibilità di ritrovare la benché minima traccia delle armi di distruzione di massa di Saddam e le accuse di aver falsificato le informazioni necessarie per convincere l'opinione pubblica statunitense e quella internazionale della necessità assoluta di entrare in guerra, hanno fatto perdere una parte del sostegno all'amministrazione Bush, sia all'interno del Paese che all'estero. Queste accuse sono state sostenute dalle investigazioni e rapporti della commissione d'inchiesta appositamente costituita dal Senato. Nonostante ciò, Bush sostiene che entrare in guerra è stata comunque una buona decisione e che un brutale tiranno è stato comunque spodestato, così da non poter più minacciare il mondo libero.
Per alcuni analisti il conflitto era iniziato per pura volontà statunitense di occupare un territorio strategicamente importante come l'Iraq, il territorio infatti ha molte riserve petrolifere nel sottosuolo, oltre a questo la posizione centrale del Medio Oriente gli avrebbe dato la possibilità di minacciare i suoi rivali nell'area.
Inoltre, già dal 2004 la situazione irachena è diventata ingestibile per la coalizione, a causa della recrudescenza della guerriglia interna, prima diretta contro le truppe di occupazione e gli apparati iracheni alleati, poi anche interna ai vari gruppi etnici e religiosi dell'Iraq; nonostante la decisione, presa nei primi mesi del 2007, di inviare nuove truppe per la stabilizzazione del paese, la situazione resta irrisolta.
Per questo e per gli spettri evocati dalla guerra (il supposto parallelismo con la guerra del Vietnam), la popolarità del presidente è precipitata ben sotto il 40% (almeno secondo i sondaggi).

##### Altri interventi

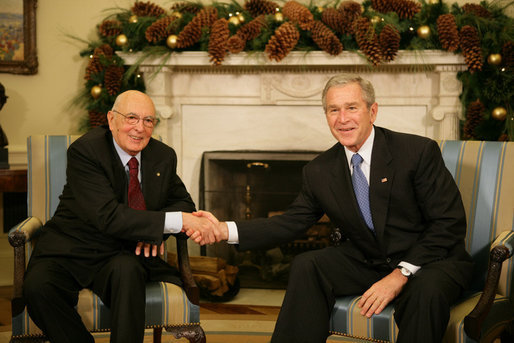
Bush con il Presidente della Repubblica Italiana Giorgio Napolitano

- L'imposizione di tasse sull'acciaio importato e sul legname leggero canadese è stata contestata a causa dell'impegno dell'amministrazione Bush a favore del libero mercato ed ha attirato critiche sia da parte dei suoi amici conservatori che dalle nazioni sfavorite. La tassa sull'acciaio fu in seguito eliminata grazie alle pressioni effettuate dal WTO
- Nel luglio 2002, Bush ha tagliato tutti i fondi al Fondo delle Nazioni Unite per la Popolazione (UNFPA) asserendo che l'UNFPA sosteneva l'aborto praticato e la sterilizzazione in Cina.

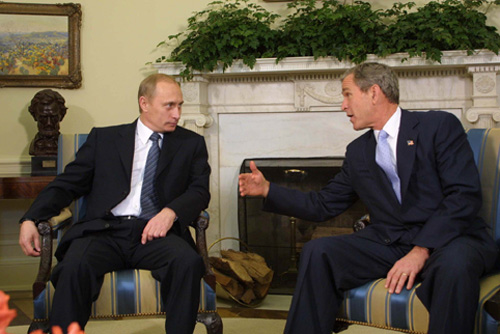
Putin con Bush

- Nel 2002, Bush ha rilanciato la "diplomazia dell'amicizia", ha invitato il presidente russo Vladimir Putin nel proprio ranch in Texas e hanno ascoltato assieme un po' di musica country, che pare essere piaciuta a Putin[18].
- Nel 2003-2004 ha inviato le truppe americane ad Haiti e in Liberia per togliere quei paesi dalla guerra civile.
- Nel 2005 ha fatto un discorso sulla scomparsa di Papa Giovanni Paolo II e partecipò ai funerali del pontefice
- Nel settembre 2006 la tensione tra Stati Uniti e Corea del Nord è salita a causa degli esperimenti nucleari di quest'ultima; dopo qualche mese di trattative e con la mediazione della Cina la situazione si è risolta con la chiusura dei reattori nucleari in Corea del Nord.
- Ha sostenuto con generosi finanziamenti i movimenti che hanno portato alla democratizzazione della Georgia e alla Rivoluzione arancione in Ucraina; inoltre, è strenuo sostenitore dell'indipendenza del Kosovo.
- I fatti del punto precedente più il progetto di difesa missilistica di Bush hanno peggiorato i rapporti con la Russia di Vladimir Putin.

Tali rapporti sono ulteriormente peggiorati in seguito ai combattimenti tra le forze armate della Georgia e della Russia nell'agosto del 2008; un acceso dibattito politico è in corso sull'opportunità di concedere alla Georgia l'ingresso nella Nato, evento favorito dal governo Bush e osteggiato da molti paesi europei.

#### Politica interna

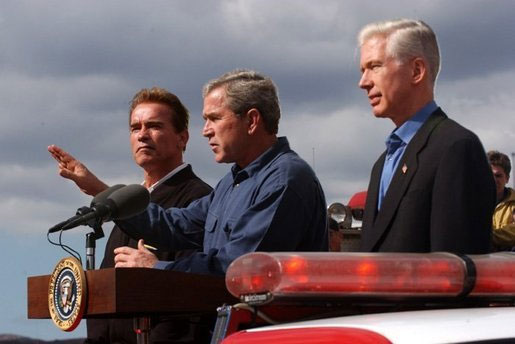
George W. Bush parla ai pompieri il 4 novembre 2003 e il neoeletto governatore della California Arnold Schwarzenegger e il gov. Gray Davis ascoltano.

Il presidente ha sostenuto la necessità di approvare un emendamento alla Costituzione degli Stati Uniti in favore del solo matrimonio tra uomo e donna, cosa che bandirebbe i matrimoni gay ma lascerebbe la possibilità di unioni civili.
Durante il mandato da Governatore del Texas, difese la legge dello stato contro la "condotta omosessuale" (ancora presente nello statuto, seppur inapplicabile in quanto dichiarata incostituzionale dalla sentenza Lawrence v. Texas), definendola come una "espressione simbolica di valori tradizionali".
Ha espresso il suo apprezzamento sul giudizio della Corte Suprema di controllare la selezione dei candidati ai college per mantenere la diversificazione fra i sessi. Sebbene Bush abbia incontrato la National Urban League, una delle più famose organizzazioni americane per i diritti civili, egli è il primo presidente a non aver incontrato l'Associazione Nazionale per l'Avanzamento della Gente di Colore (NAACP) dai tempi di Herbert Hoover.

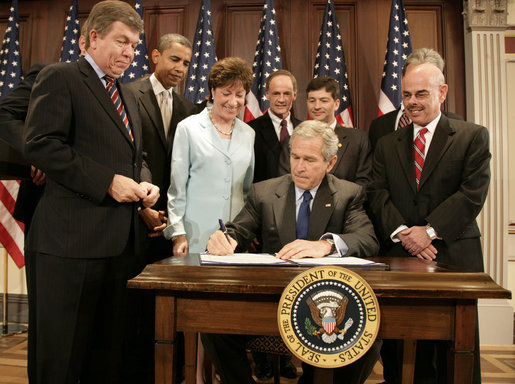
Il Presidente Bush firma la legge sulla responsabilità e trasparenza dei fondi federali, mentre gli artefici Tom Coburn (R-OK) e Barack Obama osservano.

La politica economica del governo Bush è stata molto ampia e varia, con numerose riforme; in particolare nel primo mandato quadriennale ha emanato tre differenti "act" nel 2001, 2002 e 2003 riducendo il livello generale di tassazione, le tasse sui "capital gains" (sostanzialmente, i redditi da azioni o simili), eliminando le cosiddette "penalità per il matrimonio" e aumentando il credito fiscale per i figli. Al di là degli eventuali risultati di lungo-lunghissimo termine è innegabile come tale politica fiscale abbia creato un notevole deficit del bilancio Usa (annullando il surplus creato dal governo Clinton) e aumentato in modo notevole il debito pubblico americano. Il PIL Usa sotto Bush è cresciuto a una media annuale del 2.5%, mentre la disoccupazione è leggermente aumentata, nell'ordine di un punto percentuale. Negli 8 anni di governo Bush si è assistito a due "crisi" economiche, la prima nel 2000/2001 (attribuibile sia allo scoppio della bolla dot.com, cioè del mercato azionario tecnologico, e ai noti fatti dell'11 settembre) e la seconda nella 2ª metà del 2007 in seguito allo scoppio della bolla nel mercato immobiliare Usa. In particolare quest'ultima, ha esteso i suoi effetti nel mondo finanziario con numerose banche, d'investimento e non, sostenute dalla Federal Reserve o direttamente fallite.
Un evento significativo, anche se relativamente meno importante sul medio-lungo periodo, è il noto fallimento della Enron nel 2001 dovuto a pratiche commerciali scorrette; le eventuali responsabilità del governo Bush nelle azioni della Enron sono ancora discusse, anche se alcune fonti confermano il coinvolgimento del presidente in affari poco trasparenti con la società di Houston.
Nel 2006 Bush ha firmato il "Medicare Act", una legge che ha introdotto un programma di prescrizione di medicinali in base al sistema Medicare, oltre a elargire sussidi a compagnie farmaceutiche che vendono queste medicine e contemporaneamente a vietare ai governi federali di negoziare sconti con le industrie farmaceutiche.
Dei 2400 miliardi di dollari di budget del 2005, circa 401 miliardi sono destinati alla difesa.
Nel gennaio 2003 Bush ha firmato il "No Child Left Behind" Act, una legge che si concentra sul sostegno all'apprendimento dei giovani, misura il rendimento degli studenti, rifinanzia le scuole in difficoltà ed assicura più risorse per le scuole. I critici dicono che alle scuole non sono state date risorse.
Gli scienziati hanno ripetutamente criticato l'amministrazione Bush per la riduzione di fondi per la ricerca scientifica, le restrizioni nella ricerca sulle cellule staminali, l'ignorare l'opinione scientifica su problemi critici come il riscaldamento globale (rifiutò costantemente di firmare il protocollo di Kyōto) e l'ostacolo alla cooperazione con scienziati stranieri mediante l'applicazione deterrente di pratiche burocratiche di immigrazione e la concessione di visti. Nel febbraio 2004, circa 5000 scienziati (compresi 48 premi Nobel) hanno firmato una petizione contraria all'uso fatto dall'amministrazione Bush dei consigli scientifici. Hanno sostenuto che "l'amministrazione Bush ha ignorato i pareri imparziali espressi dai consigli scientifici su tematiche importanti per il nostro benessere comune". La politica ambientale di Bush è stata largamente criticata dagli ambientalisti, secondo i quali la sua politica agevola le richieste dell'industria di diminuire le protezioni ambientali.

##### Attività legislativa del governo
Lista parziale (i titoli delle leggi sono in lingua originale):
- 7 giugno 2001: Economic Growth and Tax Relief Reconciliation Act
- 18 settembre 2001: Authorization for Use of Military Force
- 28 settembre 2001: United States-Jordan Free Trade Area Implementation Act
- 26 ottobre 2001: USA Patriot Act
- 28 novembre 2001: Internet Tax Nondiscrimination Act
- 8 gennaio 2002: No Child Left Behind Act
- 9 marzo 2002: Job Creation and Worker Assistance Act
- 27 marzo 2002: Bipartisan Campaign Reform Act
- 13 maggio 2002: Farm Security and Rural Investment Act
- 30 luglio 2002: Sarbanes-Oxley Act
- 16 ottobre 2002: Joint Resolution to Authorize the Use of United States Armed Forces Against Iraq
- 25 novembre 2002: Homeland Security Act
- 11 marzo 2003: Do-Not-Call Implementation Act
- 30 aprile, 2003: PROTECT Act of 2003 (Prosecutorial Remedies and Other Tools to end the Exploitation of Children Today Act)
- 27 maggio 2003: United States Leadership Against HIV/AIDS, Tuberculosis and Malaria Act
- 28 maggio 2003: Jobs and Growth Tax Relief Reconciliation Act of 2003
- 3 settembre 2003: United States-Chile Free Trade Agreement Implementation Act
- 3 settembre 2003: United States-Singapore Free Trade Agreement Implementation Act
- 5 novembre 2003: Partial-Birth Abortion Ban Act
- 8 dicembre 2003: Medicare Prescription Drug, Improvement, and Modernization Act
- 16 dicembre 2003: Controlling the Assault of Non-Solicited Pornography and Marketing Act (CAN-SPAM)
- 1º aprile 2004: Unborn Victims of Violence Act (Laci and Conner's Law)

## Dopo la presidenza

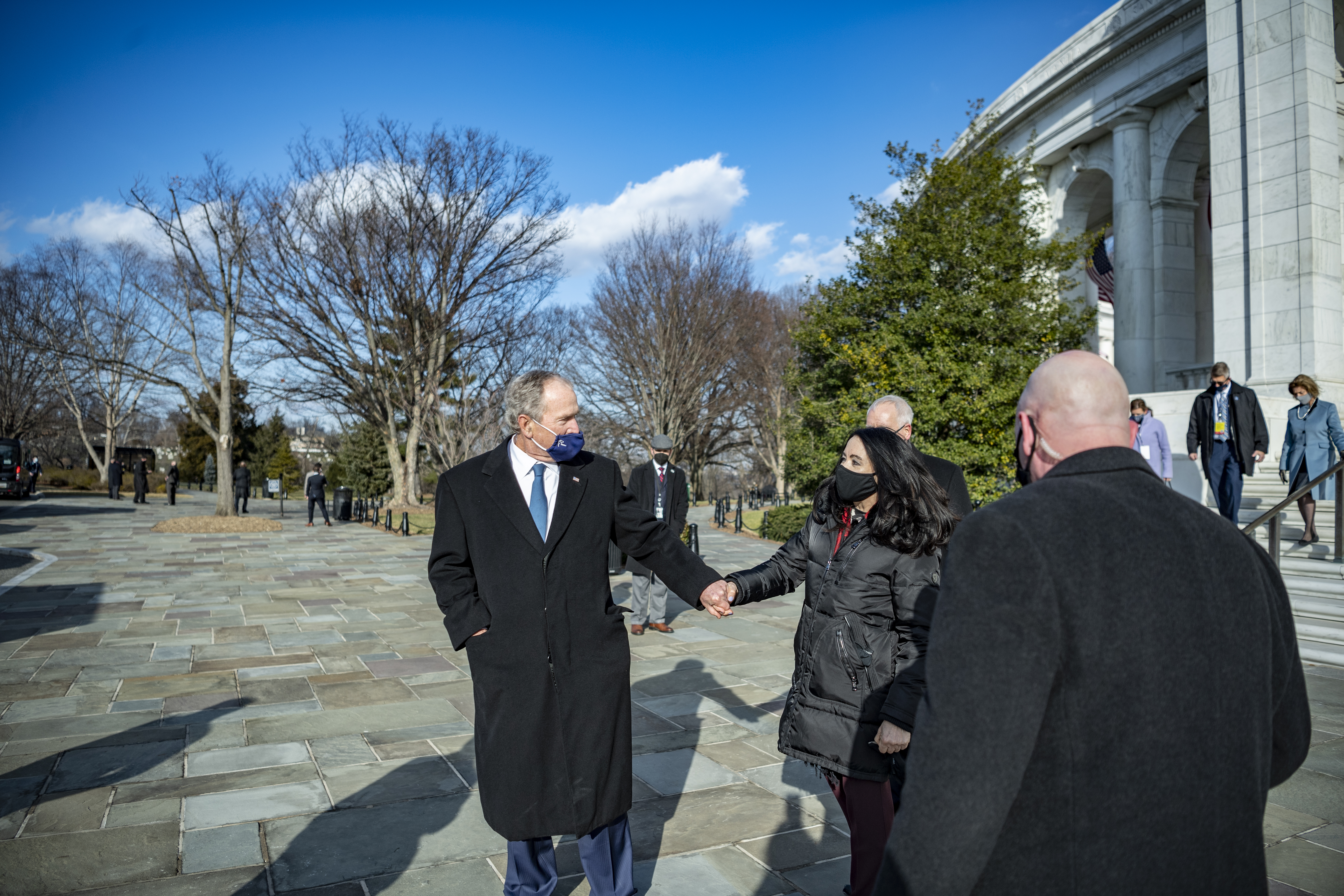
L'ex presidente George Walker Bush con il direttore esecutivo Karen Durham-Aguilera (al centro) presso la tomba del milite ignoto presso il cimitero nazionale di Arlington (20 gennaio 2021) in occasione dell'inaugurazione presidenziale di Joe Biden

Dopo le primarie repubblicane del 2008, Bush diede il suo sostegno al senatore John McCain (che aveva sconfitto nelle primarie del 2000).
Successivamente manifestò il suo sostegno per il governatore repubblicano Mitt Romney nelle elezioni del 2012. Nel 2016 partecipò alla campagna presidenziale di suo fratello Jeb Bush.
Nell'ottobre 2017, ha condannato le politiche di Trump, senza menzionarle per nome, e ha avvertito della crescente intolleranza e ingiustizia.
Le elezioni presidenziali del 2020 sono state le prime in cui Bush non ha espresso il suo supporto verso nessuno dei candidati. Bush è stato uno dei pochi repubblicani a congratularsi con il democratico Joe Biden per la sua vittoria il giorno dopo le elezioni presidenziali.
Oltre l'attività politica organizzò varie raccolte fondi per l'aiuto dei veterani e contro l'AIDS e la malaria in Africa, secondo varie stime questi aiuti hanno salvato almeno un milione di persone e hanno reso Bush il presidente statunitense più popolare in Africa (superando anche Obama).
Inoltre Bush, ispirato dall'attività artistica di Winston Churchill che pubblicò volumi di dipinti fatti da lui, finora ha pubblicato "portraits of courage" in cui sono presenti vari dipinti di veterani conosciuti in prima persona da Bush, e "out of many, one" sui suoi dipinti di immigrati illustri.
Bush ha anche pubblicato "decision points", in cui spiega le ragioni delle sue decisioni durante la presidenza, e "41, a portrait of my father", una biografia su suo padre, George H. W. Bush.

## Opinione pubblica e consensi

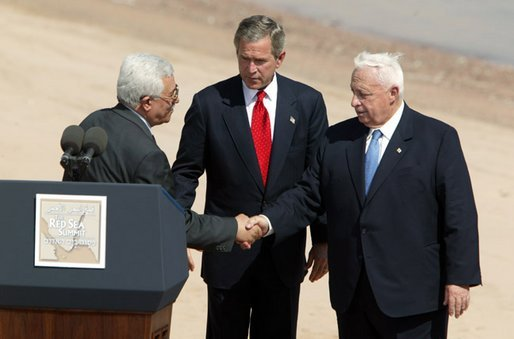
L'incontro tra Bush, Ariel Sharon e Mahmoud Abbas tenutosi ad Aqaba, in Giordania, il 4 giugno 2003

Nel periodo di crisi nazionale seguito agli attacchi dell'11 settembre 2001, Bush godette per un breve periodo di consensi superiori all'85 per cento. Per alcuni mesi dopo l'attacco, Bush mantenne questi risultati eccezionali (i consensi più alti per un presidente da quando sondaggi regolari cominciarono ad essere effettuati nel 1938), ma gradualmente essi scesero a livelli sempre più bassi.

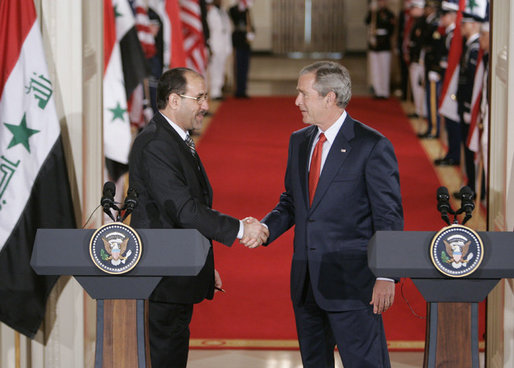
Il Primo Ministro iracheno Nuri al-Maliki stringe la mano a Bush nella East Room della Casa Bianca, in occasione della conferenza-stampa ivi svolta.

Durante le elezioni per il Congresso tenutesi a metà del mandato presidenziale, nel 2002, Bush ottenne il più alto livello di consensi in elezioni di mezzo termine dai tempi di Dwight D. Eisenhower e di conseguenza il Partito Repubblicano riprese il controllo del Senato e aumentò la sua maggioranza nella Camera dei Rappresentanti. Questi risultati hanno segnato una deviazione insolita rispetto alla tendenza per il partito del Presidente di perdere seggi al Senato durante elezioni di metà mandato, e fu solo la terza volta dalla Guerra di secessione americana che il partito che controllava la Casa Bianca ha guadagnato seggi in entrambi i rami del parlamento statunitense (le altre occasioni furono nel 1902 e nel 1934). Una spiegazione di questo evento storico è che la popolarità di Bush nel periodo di guerra ha giovato anche agli altri repubblicani candidati alle elezioni. Un'altra è che i risultati straordinariamente vicini al pareggio nell'elezione del 2000 hanno complicato le aspettative rispetto alle linee tendenziali storiche.

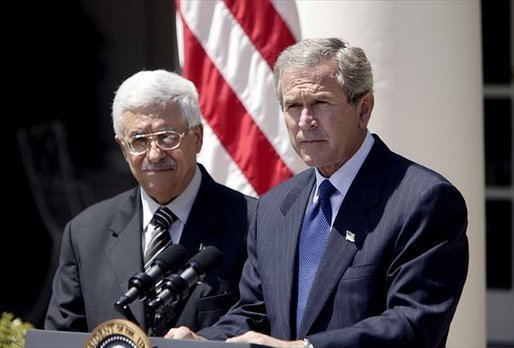
Mahmoud Abbas incontra Bush alla Casa Bianca

Nel 2003, i consensi per Bush continuarono la loro lenta discesa dalle vette raggiunte nel 2001: i risultati di 13 sondaggi principali erano concordi nell'indicare un calo decisamente costante dell'1,7% al mese per l'intera durata della sua presidenza, con l'eccezione di tre significativi momenti di crescita: subito dopo l'11 settembre, durante la guerra in Iraq, e dopo la cattura di Saddam Hussein. Verso la fine del 2003, le percentuali dei consensi si aggiravano intorno al 50-55%. Tuttavia, i consensi rimasero ancora solidi durante il terzo anno della Presidenza, quando, come di norma, gli avversari del Presidente iniziarono sul serio ad effettuare le loro campagne di critica. La maggior parte dei sondaggi mostrava una correlazione tra il calo dei consensi e una crescente preoccupazione sull'andamento dell'occupazione dell'Iraq guidata dagli USA, oltre al lento recupero dell'economia dalla recessione del 2001. Verso la fine delle primarie dei Democratici, la maggior parte dei sondaggi principali mostrava Bush sconfitto per un leggero margine dai vari sfidanti democratici. I sondaggi del maggio 2004 mostravano risultati incerti - dal 53 per cento di consensi al 46 per cento.
George W. Bush è stato oggetto sia di grande apprezzamento che di forti critiche ed è stato chiamato il presidente "love him or hate him" ("o lo ami o lo odi" — ossia, senza vie di mezzo). Le lodi nei suoi confronti si sono concentrate su materie come la sicurezza interna e specialmente la sua leadership dopo gli attacchi dell'11 settembre; le critiche vertono invece sulle controverse elezioni presidenziali del 2000 e l'occupazione dell'Iraq. Sull'economia ha suscitato pareri discordanti, positivi però da parte dei suoi sostenitori (la crescita del PIL, già peraltro iniziata grazie a Bill Clinton e durata fino alla grande recessione).

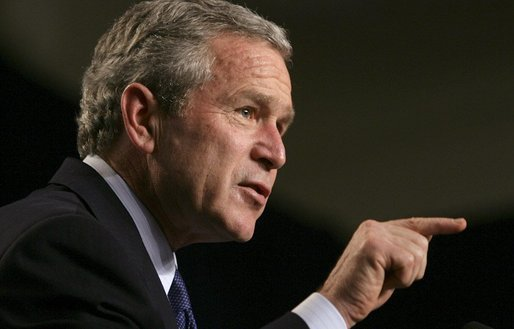
Bush sulla guerra in Libano dell'agosto 2006

I suoi detrattori, oltre ad attaccarlo sul piano politico, sono non raramente arrivati a metterne in dubbio la salute mentale. I documentari di Michael Moore rappresentano spesso Bush come una persona con la psicologia di un adolescente o di un bambino, incapace di prendere decisioni in modo autonomo e di decifrare correttamente il mondo intorno a sé. Molto diffuse su Internet e altri media sono anche le raccolte di "bushismi", frasi di Bush che dimostrerebbero problemi nell'uso del linguaggio o gravi lacune culturali.

### Al di fuori degli Stati Uniti

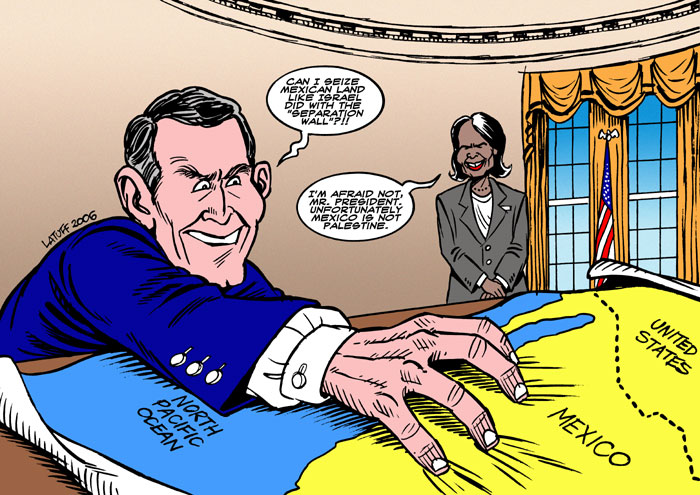
Una caricatura con Condoleezza Rice

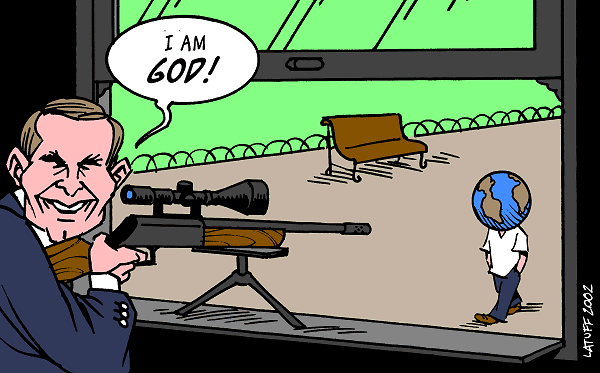
Vignetta satirica

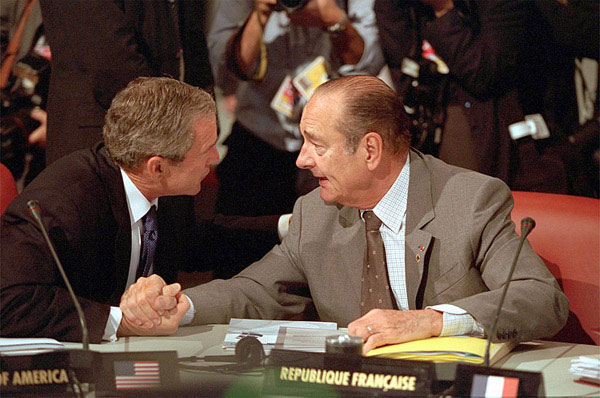
Bush a colloquio con l'allora Presidente francese Jacques Chirac durante le sessioni del G8 il 21 luglio 2001.

La popolarità di Bush al di fuori degli Stati Uniti è solitamente più bassa. È decisamente impopolare in molte parti del mondo, dove molti criticano la sua personalità e politica estera. L'invasione dell'Iraq gli attirò in particolare accuse di unilateralismo. Sondaggi recenti indicano un'erosione del sostegno per Bush tra gli europei, per esempio una caduta di consenso dal 36% al 16% nel corso del 2003 in Germania.
Secondo un sondaggio più ampio condotto da Associated Press/Ipsos nei paesi industrializzati, la maggioranza delle persone in Francia, Italia, Germania, Messico, Spagna - oltre a Canada e Regno Unito, dove esiste ancora una tradizione di cooperazione anglo-americana - ha un'opinione sfavorevole di Bush e della sua politica estera, sebbene delle minoranze mantengano opinioni favorevoli.
Nei Paesi musulmani la percentuale di opinioni sfavorevoli a Bush è particolarmente alta, spesso sopra il 90%.
Tra le nazioni non-statunitensi sondate in una ricerca mondiale, la popolarità di Bush raggiunge i livelli più alti in Israele, dove il 62% esprime opinioni a lui favorevoli.
Secondo un sondaggio condotto in luglio e agosto del 2004 dall'University of Maryland e da GlobeScan su 34.330 persone in 35 nazioni, in 30 di questi 35 paesi, una maggioranza relativa o assoluta avrebbe preferito che il candidato democratico John Kerry vincesse le elezioni del 2004. Kerry è stato nettamente preferito a Bush nelle nazioni europee tradizionalmente alleate degli Stati Uniti come la Norvegia (74% per Kerry, 7% per Bush), la Germania (74% contro 10%), la Francia (64% contro 5%), i Paesi Bassi (63% contro 6%), l'Italia (58% contro 14%), la Spagna (45% contro 7%) e il Regno Unito (47% contro 16%). Risultati simili anche per altri alleati come il Giappone (43% contro 23%), il Messico (38% contro 18%), la Turchia (40% contro 25%) e il Sudafrica (43% contro 29%). Le uniche nazioni in cui il presidente Bush otteneva le preferenze della maggioranza erano le Filippine, la Nigeria e la Polonia. L'India e la Thailandia erano divise. Un sondaggio condotto nell'ottobre del 2004 da un gruppo di testate giornalistiche internazionali indica che in Australia, Gran Bretagna, Canada, Francia, Giappone, Spagna e Corea del Sud, una maggioranza di elettori esprime opposizione all'invasione dell'Iraq, dissenso verso l'amministrazione Bush e una crescente ostilità verso gli Stati Uniti; tuttavia, anche chi si oppone apertamente alla politica del governo Bush non esprime antipatia per il popolo americano.
Nel 2008, durante un giro di conferenze per l'addio alla carica, venne fatto bersaglio di un lancio di scarpe in Iraq dal giornalista Muntazer al-Zaidi.

## Accento di Bush e parlata texana

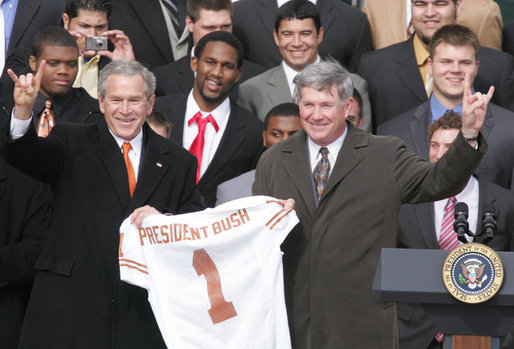
Bush e Mack Brown

Bush è talvolta chiamato Dubya, variante texana di "W" (che sta per il secondo nome "Walker") ovvero double U, dato che nella conversazione you, che equivale foneticamente a "U" è sostituito da ya, come in "how'd ya?" ("how did you?"). La pronuncia non segue lo standard nazionale modellato secondo la parlata del Midwest, regione che comprende gli stati centro-settentrionali. È piuttosto vicina a quello che negli USA è chiamato colloquialmente southern drawl, la cadenza meridionale.

## Curiosità
- Uno tra i neologismi più noti coniati da Bush[50] è "misunderestimate" (al posto di "underestimate" - "sottovalutare", fuso con "misunderstand" - "fraintendere") che pronunciò dopo le elezioni in un discorso rivolto ai democratici ("you misunderestimated me", cioè - più o meno - "mi avete mal-sottovalutato").
- Durante la sua prima corsa alla Casa Bianca nel 2000, George W. Bush ha creato il gruppo Bush Pioneers, ogni membro del quale si è impegnato a raccogliere $ 100.000 per la sua campagna. Serge Halimi, direttore de Le Monde diplomatique, osserva nel suo saggio politico Le Grand Leap Back (2004, ripubblicato nel 2006 e nel 2012) che «dei duecentododici 'pionieri', quarantatré hanno poi ereditato incarichi ufficiali - dieci - nove divennero ambasciatori degli Stati Uniti (in Austria, Portogallo, Paesi Bassi, Repubblica Ceca, Slovacchia, Irlanda) e due sono stati scelti come membri del suo gabinetto”.
- Nel 2003, la canzone American Life della cantante americana Madonna, dall'omonimo album, è stata censurata perché le sue osservazioni erano considerate troppo scioccanti in relazione alla politica di George Bush e in particolare alla guerra in Iraq.
- Il 10 maggio 2005, durante un viaggio ufficiale in Georgia mentre teneva un discorso in Piazza della Libertà accompagnato dal presidente georgiano Mikheil Saakashvili, è stato vittima di un tentativo di attacco. Un armeno, Vladimir Arutyunian, lancia una granata verso il palco ma colpisce uno spettatore e cade lontano dal bersaglio senza esplodere. Nel gennaio 2006 Arutyunian è condannato all'ergastolo.
- Nel giugno 2005 il primo ministro vietnamita Phan Văn Khải visita gli Stati Uniti, a simboleggiare così la normalizzazione delle relazioni tra Washington e Hanoi, trent'anni dopo la fine della guerra del Vietnam. La visita di Phan Van Khai è la prima di un funzionario vietnamita di questo grado dal 1975. La visita del presidente Bush in Vietnam si svolge il 18 e 19 novembre 2006, nell'ambito del vertice sulla Asia-Pacific Economic Cooperation (in precedenza Bill Clinton ha visitato il Vietnam nel 2000).
- Nel settembre 2005, Tbilisi in Georgia è la prima capitale europea a intitolare una delle sue strade a George W. Bush.
- In Albania, Tirana è la seconda capitale europea a intitolare una delle sue arterie stradali a George W. Bush (Rruga Presidenti George Bush) per commemorare la sua visita, la prima di un presidente degli Stati Uniti, nel giugno 2007. C'è anche una via dedicata a George W. Bush a Kamëz (Albania).
- Nel documentario L'avvocato del terrore', Jacques Vergès, rispondendo alla domanda se avrebbe accettato di difendere Hitler, risponde: “Hitler? Ma anche Bush!".

## Pubblicazioni
- George W. Bush, A Charge to Keep, (1999) ISBN 0-688-17441-8
- George W. Bush, We Will Prevail, (2003) ISBN 0-8264-1552-0

### Onorificenze statunitensi

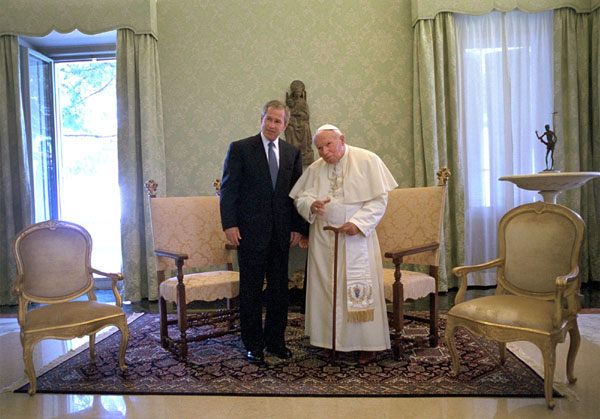
George W. Bush con
Papa Giovanni Paolo II in Vaticano nel 2001

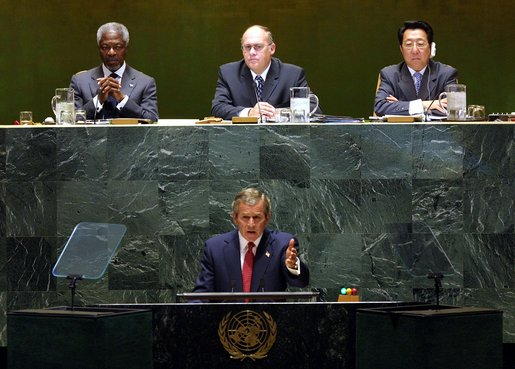
Il presidente George W. Bush si rivolge all'Assemblea generale delle Nazioni Unite a New York sulle questioni riguardanti l'Iraq (2002)

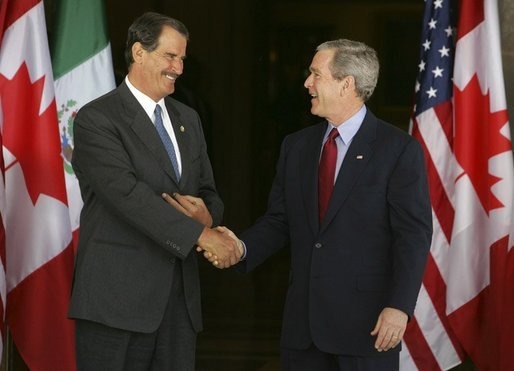
George W. Bush con la sua controparte messicana Vicente Fox nel 2005

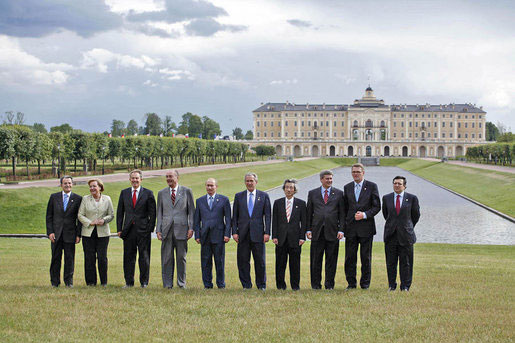
George W. Bush con gli altri leader politici al vertice del G8 del 2006 a San Pietroburgo (Russia)

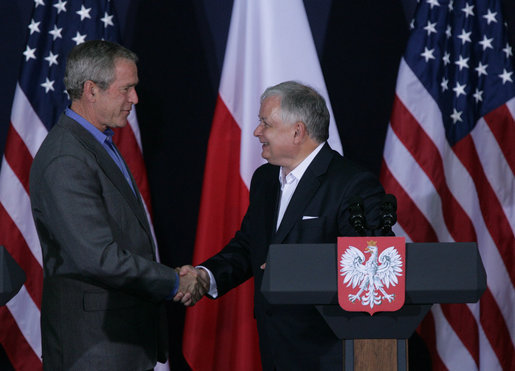
Il presidente Bush stringe la mano al presidente della Polonia Lech Kaczyński, giugno 2007

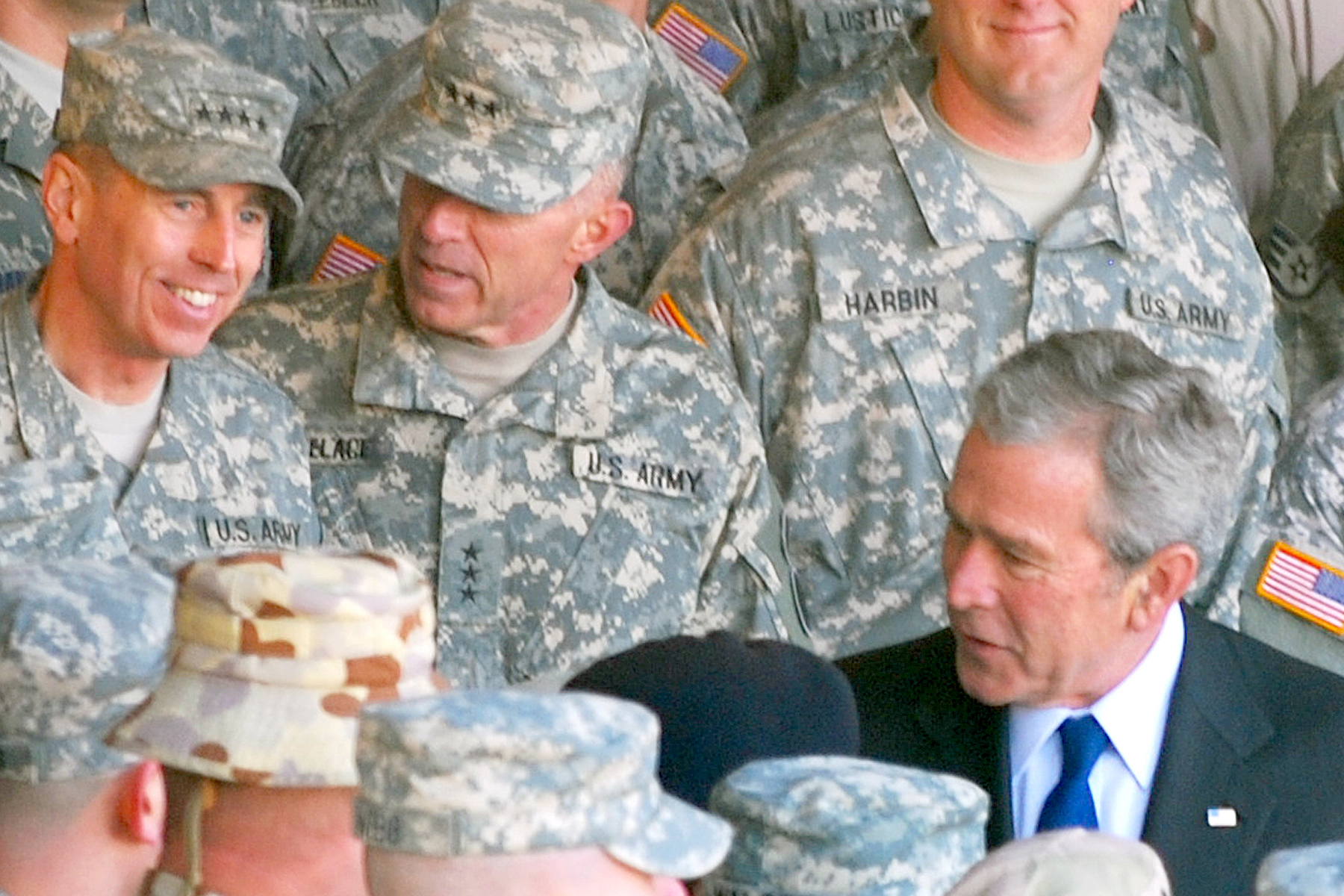
Bush visita le truppe statunitensi in Kuwait nel gennaio 2008

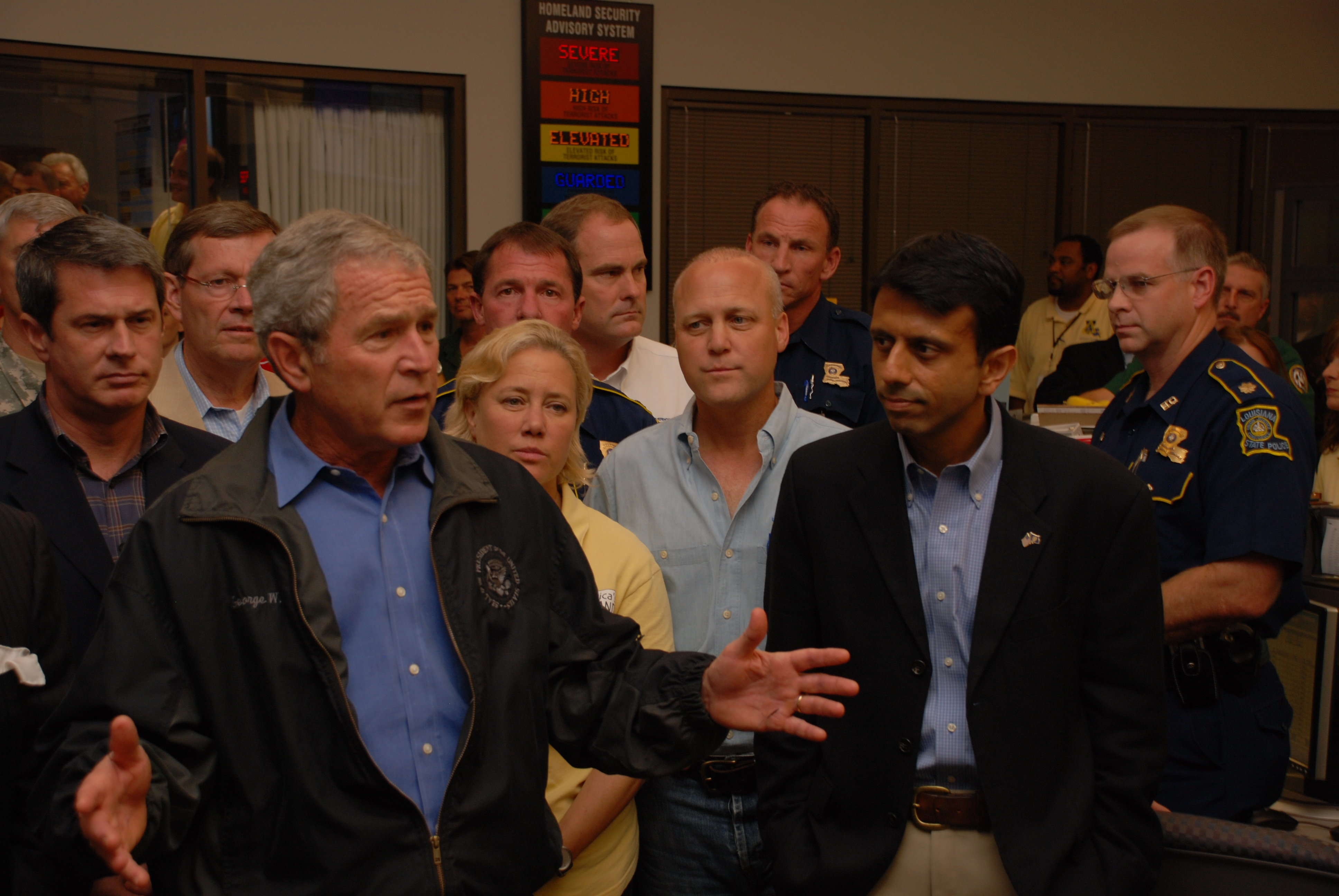
Il presidente George W. Bush visita i soccorritori dell'uragano Gustav presso l'Ufficio del Governatore per la sicurezza interna e la preparazione alle emergenze della Louisiana, settembre 2008

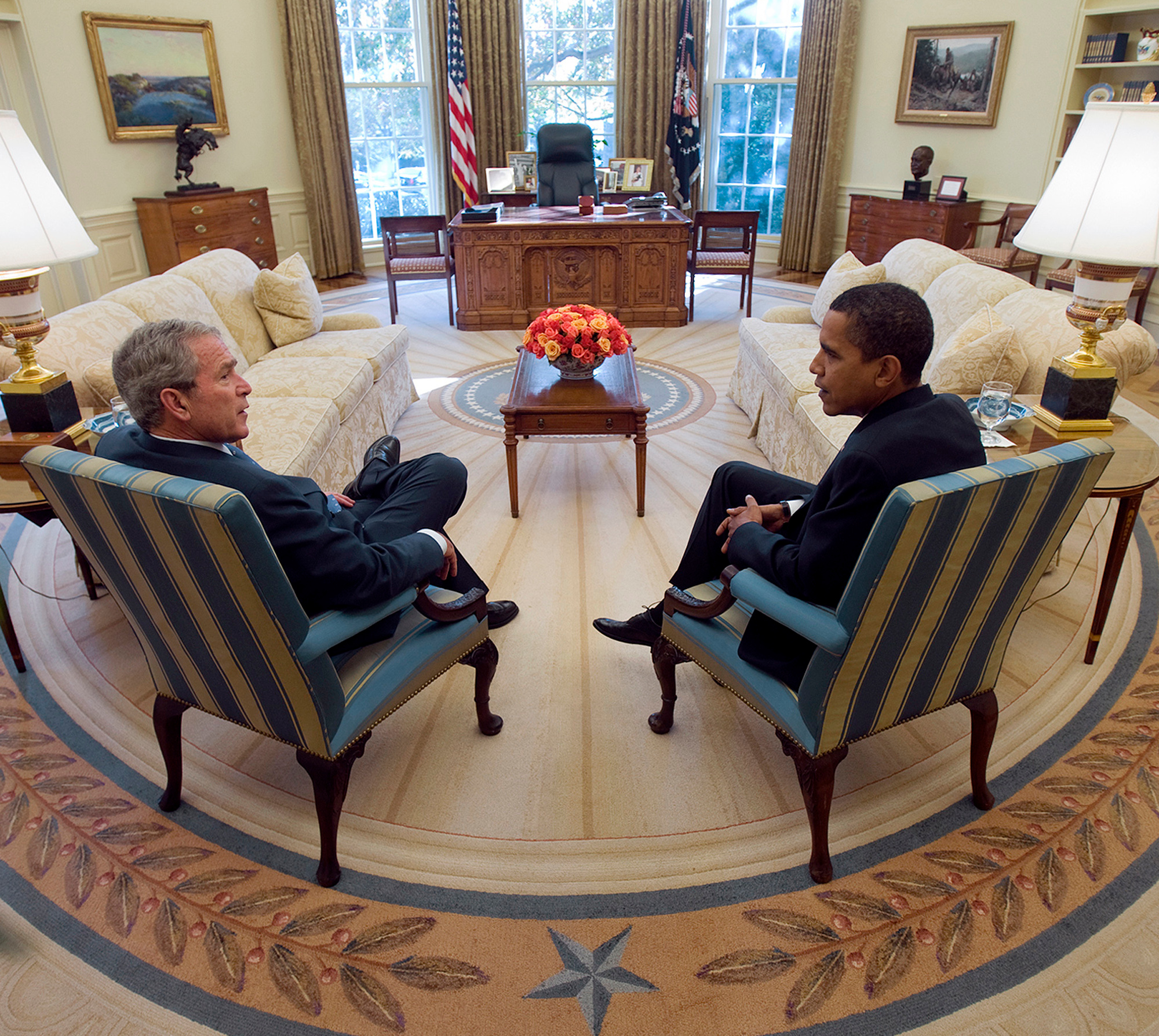
Il presidente George W. Bush e Barack Obama si incontrano nello Studio Ovale (10 novembre 2008)

## Albero genealogico
|                   |              |                       | Genitori                |  |  | Nonni |  |  | Bisnonni             |  |  | Trisnonni        |  |
|                   |              |                       |                         |  |  |       |  |  | Samuel Prescott Bush |  |  | James Smith Bush |  |
|                   |              |                       |                         |  |  |       |  |  | Samuel Prescott Bush |  |  | James Smith Bush |  |
|                   |              | Harriet Eleanor Fay   |                         |  |  |       |  |  | Samuel Prescott Bush |  |  |                  |  |
| Prescott Bush     |              |                       |                         |  |  |       |  |  | Samuel Prescott Bush |  |  |                  |  |
|                   |              | Flora Sheldon         | Robert Emmet Sheldon    |  |  |       |  |  |                      |  |  |                  |  |
|                   |              | Flora Sheldon         | Robert Emmet Sheldon    |  |  |       |  |  |                      |  |  |                  |  |
|                   |              | Flora Sheldon         | Mary Elizabeth Butler   |  |  |       |  |  |                      |  |  |                  |  |
| George H. W. Bush |              | Flora Sheldon         |                         |  |  |       |  |  |                      |  |  |                  |  |
|                   |              | George Herbert Walker | David Davis Walker      |  |  |       |  |  |                      |  |  |                  |  |
|                   |              | George Herbert Walker | David Davis Walker      |  |  |       |  |  |                      |  |  |                  |  |
|                   |              | George Herbert Walker | Martha Adela Beaky      |  |  |       |  |  |                      |  |  |                  |  |
| Dorothy Walker    |              | George Herbert Walker |                         |  |  |       |  |  |                      |  |  |                  |  |
|                   |              | Lucrezia Wear         | James Hutchenson Wear   |  |  |       |  |  |                      |  |  |                  |  |
|                   |              | Lucrezia Wear         | James Hutchenson Wear   |  |  |       |  |  |                      |  |  |                  |  |
|                   |              | Lucrezia Wear         | Nannie E. Holliday      |  |  |       |  |  |                      |  |  |                  |  |
| George W. Bush    |              | Lucrezia Wear         |                         |  |  |       |  |  |                      |  |  |                  |  |
|                   | Scott Pierce | Jonas Pierce          |                         |  |  |       |  |  |                      |  |  |                  |  |
|                   | Scott Pierce | Jonas Pierce          |                         |  |  |       |  |  |                      |  |  |                  |  |
|                   | Scott Pierce | Kate Pritzel          |                         |  |  |       |  |  |                      |  |  |                  |  |
| Marvin Pierce     | Scott Pierce |                       |                         |  |  |       |  |  |                      |  |  |                  |  |
|                   |              | Mabel Marvin          | Jerome Luogo Marvin     |  |  |       |  |  |                      |  |  |                  |  |
|                   |              | Mabel Marvin          | Jerome Luogo Marvin     |  |  |       |  |  |                      |  |  |                  |  |
|                   |              | Mabel Marvin          | Martha Ann Stokes       |  |  |       |  |  |                      |  |  |                  |  |
| Barbara Pierce    |              | Mabel Marvin          |                         |  |  |       |  |  |                      |  |  |                  |  |
|                   |              | James Edgar Robinson  | John William Robinson   |  |  |       |  |  |                      |  |  |                  |  |
|                   |              | James Edgar Robinson  | John William Robinson   |  |  |       |  |  |                      |  |  |                  |  |
|                   |              | James Edgar Robinson  | Sarah Coe               |  |  |       |  |  |                      |  |  |                  |  |
| Pauline Robinson  |              | James Edgar Robinson  |                         |  |  |       |  |  |                      |  |  |                  |  |
|                   |              | Lula Dell Flickinger  | Jacob Marion Flickinger |  |  |       |  |  |                      |  |  |                  |  |
|                   |              | Lula Dell Flickinger  | Jacob Marion Flickinger |  |  |       |  |  |                      |  |  |                  |  |
|                   |              | Lula Dell Flickinger  | Sarah Haines            |  |  |       |  |  |                      |  |  |                  |  |
|                   |              | Lula Dell Flickinger  |                         |  |  |       |  |  |                      |  |  |                  |  |

## Nei media
- W., regia di Oliver Stone (2008)
- Truth - Il prezzo della verità (Truth), regia di James Vanderbilt (2015)
- Vice - L'uomo nell'ombra (Vice), regia di Adam McKay (2018)
- George II , regia di Alessandro Businaro e drammaturgia di Stefano Fortin (Biennale di Venezia Teatro 2020)